# Katipo
Katipo är ett släkte av insekter. Katipo ingår i familjen dvärgstritar.
Kladogram enligt Catalogue of Life:
| Katipo | \| \| Katipo pallescens \| \| \| \| \| \| Katipo rubrivenosa \| \| \| \| \| \| Katipo signoreti \| \| \| \| |
|        | \| \| Katipo pallescens \| \| \| \| \| \| Katipo rubrivenosa \| \| \| \| \| \| Katipo signoreti \| \| \| \| |
|        | Katipo pallescens                                                                                           |
|        | |
|        | Katipo rubrivenosa                                                                                          |
|        | |
|        | Katipo signoreti                                                                                            |
|        | |